# Jacques Fath
Pour les articles homonymes, voir Fath.
Jacques Fath, né le 6 septembre 1912 à Maisons-Laffitte et mort le 13 novembre 1954 à Paris, est un grand couturier français .

## Carrière
Jacques est le fils d'André Fath, un agent d'assurances d'ascendance alsacienne et flamande. Il est issu d'une famille douée pour la création. Ses arrière-grands-parents paternels, Caroline et Théodore-Georges Fath, étaient une illustratrice de mode et un écrivain. Son grand-père paternel, René Maurice Fath, était un peintre paysagiste. Dès l'âge de dix ans, telle une obsession, il souhaite « faire des robes ». Il suit des études à l'école de commerce de Valenciennes puis travaille chez l'éditeur Henri Lavauzelle tout en prenant des cours de dessin et de coupe le soir.
Il fait un apprentissage chez le couturier Paillard-Lacroix, puis, après son service militaire, travaille à la Bourse. Ses envies de mode sont toujours là et, en 1936, il s'installe avec huit employés rue La Boétie. Il crée l'année suivante la société Jacques F. Fath et Cie.
Jacques Fath présente sa première collection — une vingtaine de pièces — en février 1937, travaillant modestement dans un deux-pièces. Le studio est ensuite déplacé rue François-Ier en 1940 avant de s'établir dans un troisième emplacement au 39, avenue Pierre-Ier-de-Serbie dans un hôtel particulier. Parmi les mannequins, il compte Lucie Daouphars (1922-1963), c'est-à-dire Lucky, une ancienne soudeuse qui devint finalement la principale mannequin de la maison Dior, puis le célèbre mannequin Bettina, sa muse pendant quatre ans, Sophie Litvak à qui il donne son prénom, mais également Geneviève Boucher de La Bruyère avec qui il se marie le 18 février 1939 à Paris 8e. Organisant ou participant à des soirées mondaines, le couple acquiert rapidement une excellente réputation dans tout Paris, le couturier étant aussi connu que ses réalisations.
Lui-même créateur autodidacte qui avait appris son art en étudiant les expositions des musées et les livres consacrés à la mode, Fath embaucha un certain nombre de jeunes créateurs comme assistants ou apprentis, dont certains créèrent ultérieurement leurs propres maisons, parmi lesquels Hubert de Givenchy, Guy Laroche, Valentino Garavani ou Philippe Guibourgé qui restera quatre ans aux côtés de Fath.
Pendant la Seconde Guerre mondiale, Fath était connu pour ses jupes amples qu'il avait conçues pour permettre aux femmes de circuler à vélo en raison du rationnement. Dès 1947, Fath rencontre le succès et devient célèbre. Ses créations sont omniprésentes dans la presse de mode. Au-delà du couturier, il est aussi un excellent homme d'affaires. Son succès traverse l'Atlantique jusqu'à New York, où il signe un contrat de licence donnant naissance à la griffe « Designed in America by Jacques Fath for Joseph Halpert » du nom de son confectionneur américain,. Ces modèles sont distribués par les grands magasins Lord & Taylor. Il se rend régulièrement tous les ans aux États-Unis et ouvre des sociétés dans divers pays d'Europe. Son chiffre d'affaires progresse sensiblement. En 1948 sont fondés les Parfums de Jacques Fath puis une ligne de cosmétiques, dont le rouge à lèvres « Oh! » particulièrement remarqué. Il reconnaît que son « véritable succès commença avec Christian Dior » qui donne ces années-là son âge d'or à la haute couture. La concurrence le stimule : à chaque fois que Dior signe un contrat de licence, Jacques Fath en signe un équivalent avec un concurrent.
Créateur populaire et à l'occasion innovant voire fantasque, il « incarne » sa propre marque, n'hésitant pas à s’exhiber dans de multiples situations. Il est connu pour habiller la « jeune Parisienne chic ». Sa collection 1950 fut appelée Collection Lys, et ses jupes étaient conçues pour ressembler à des fleurs. Cette même année, il lance le parfum « Canasta » avec Bettina comme image sur les publicités. L'année suivante, Vogue décrit le paysage parisien de la haute couture : « La collection de Dior était sa meilleure depuis sa dernière sensation. Celle de Balenciaga égalait également en excellence celle de l'an passé. Fath, la comète, est désormais une étoile confirmée qui nous a offert une collection brillante. » Pour le soir, il était un partisan des robes de velours. Ses clientes comprennent Ava Gardner, Greta Garbo, et Rita Hayworth, qui porta une robe de Fath pour son mariage avec le Prince Ali Khan.
Le 15 juin 1951, il donne au château de Corbeville (lieu-dit « Corbeville », commune de Saint-Martin-des-Champs, dans les Yvelines) une somptueuse fête costumée, sur le thème du XVe siècle.
Jacques Fath participe à la création des « Couturiers Associés » afin de développer ses modèles réalisés en confection, aux côtés de sept confectionneurs et d'autres couturiers. Il dépose la marque en 1953, année où il se fait remarquer par le lancements de bas luxueux nommés « Fleurs 75 » ou « Trompe l’œil ». Vers le printemps il lance en France une ligne « Jacques Fath Université », composée de jupes et de robes moins chères que sa haute couture. Souhaitant une plus grande diffusion de ses modèles, la création d'un prêt-à-porter luxueux mais plus accessible lui semble la solution. Mais il a besoin d'une assise industrielle et financière. Il s'appuie pour cela sur l'empire textile Prouvost. La marque ne sera commercialisée que durant deux saisons.
En pleine gloire, il meurt le 13 novembre 1954 d'une leucémie à Paris et sa femme Geneviève prend la succession de la direction artistique, soutenue par les modélistes et les mannequins. 
Il reste connu pour ses robes fourreaux moulantes à col pointu, destinées aux femmes sveltes et grandes, ses ornements ou nœuds, souvent asymétriques, ses robes de bals, et plus généralement ses drapés qu'il réalise sur ses mannequins vivants avec parfois des associations de couleurs innovantes. Bien que Dior ait éclipsé nombre de couturiers ces années là, Fath reste, malgré une courte carrière, une influence majeure de la haute couture des années 1950.

### Épilogue
La maison ferme en 1957 et peu à peu, les différentes licences ou entreprises sont fermées ou cédées. À partir de 1989, plusieurs entreprises financières deviennent successivement propriétaire de la marque. Trois ans plus tard, les parfums sont rachetés par L'Oréal et regroupés avec la couture. En 1992, le duo Mario Lefranc et Béatrice Ferrant prend la direction artistique.

### Critique
François Lucien T’Serstevens, chroniqueur de mode écrit : 

« Jacques Fath a conquis sa place à force d’apparente désinvolture. Pourtant, ce beau garçon rieur et fin ne pense qu’à son métier. Le moment venu de créer sa collection, il tombe la veste, s’enferme dans son studio, et catalyse. Pour « tenir le coup » il se fait servir les bouillies de son fils. Il vit ainsi un mois «  en loge », parmi les plus belles filles demi nues dont il fera des reines. Fabricants de tissus, fourreurs, brodeurs et accessoiristes de toutes espèces ont seuls accès dans cet antre que font trembler parfois de sonores éclats de rire. Au bout de cette captivité, à l’heure H, dans son jardin paré comme dans une fête galante, le jeune magicien convie tout Paris. Et en s’amusant, il fait un chiffre d’affaires qui bat celui des autres. »